# Larry Grenadier

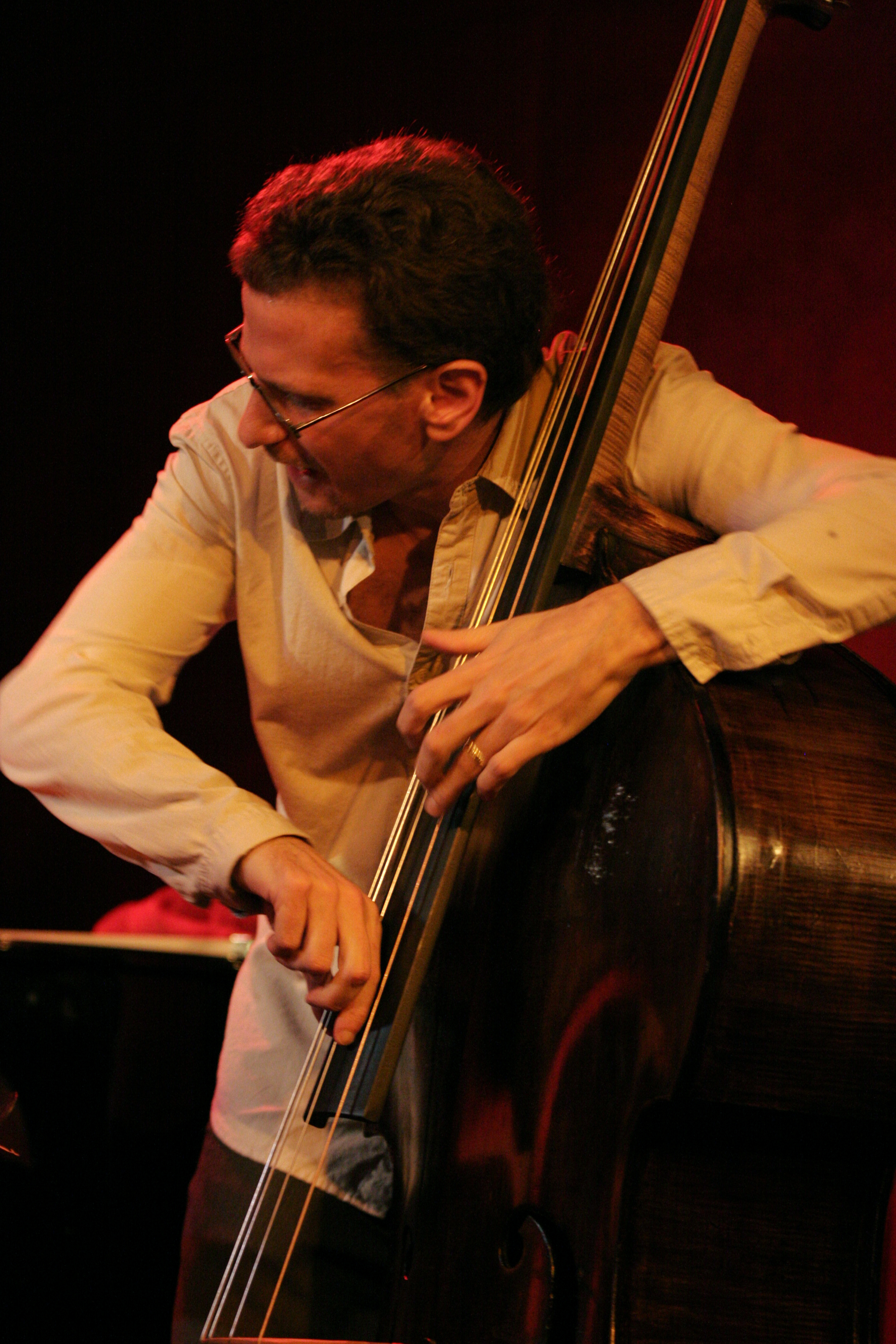
Larry Grenadier

Larry Grenadier, född 6 februari 1966 i San Francisco, är en amerikansk jazzbasist. Han har framträtt och spelat in med bland annat John Scofield, Pat Metheny, Brad Mehldau och Bill Stewart.
Han tog sin examen vid Stanford University år 1989.